# Bruceville (Indiana)
Bruceville es un pueblo ubicado en el condado de Knox en el estado estadounidense de Indiana. En el Censo de 2010 tenía una población de 478 habitantes y una densidad poblacional de 538,07 personas por km².

## Geografía
Bruceville se encuentra ubicado en las coordenadas 38°45′29″N 87°24′55″O / 38.75806, -87.41528. Según la Oficina del Censo de los Estados Unidos, Bruceville tiene una superficie total de 0.89 km², de la cual 0.89 km² corresponden a tierra firme y (0%) 0 km² es agua.

## Demografía
Según el censo de 2010, había 478 personas residiendo en Bruceville. La densidad de población era de 538,07 hab./km². De los 478 habitantes, Bruceville estaba compuesto por el 95.61% blancos, el 0.21% eran afroamericanos, el 0.42% eran amerindios, el 1.05% eran asiáticos, el 0% eran isleños del Pacífico, el 1.46% eran de otras razas y el 1.26% pertenecían a dos o más razas. Del total de la población el 2.09% eran hispanos o latinos de cualquier raza.